# Cyclosa oseret
Cyclosa oseret är en spindelart som beskrevs av Levi 1999. Cyclosa oseret ingår i släktet Cyclosa och familjen hjulspindlar. Inga underarter finns listade i Catalogue of Life.